# Чуваський державний театр опери та балету
Чуваський державний театр опери і балету — театр, створений на основі чуваського державного музичного театру.
Розташований в м. Чебоксари, Московський проспект, будинок 1.

## Історія
Театр відкрився в 1960 першого чуваської оперою «Шивармань» («Водяний млин») Ф.Васільева. Колектив очолив Борис Семенович Марков. Спочатку вистави гралися на сцені чуваського музично-драматичного театру. У 1967 здійснена етапна постановка опери «Нарспі» Г.Хірбю, зазначена Державною премією ЧАССР ім. К.Іванова, показаний перший балетний спектакль — «Жизель» А. Адана. У 1969 музична трупа була виділена в самостійний Чуваський музичний театр, перетворений в 1993 в Чуваський державний театр опери та балету

## Оперна трупа
Оперна трупа Театру опери та балету одна з найкращих в регіоні. Репертуар співаків включає в себе найскладніші твори як класиків, так і сучасних авторів. Багато артистів оперної трупи є лауреатами всеросійських та міжнародних конкурсів, а також спеціальних проектів театру, ведуть активну концертну діяльність.

## Балетна трупа
В останні роки трупа значно зросла професійно, артисти з Йошкар-Оли, Петербурга та інших міст поповнюють трупу. Щорічні російські та зарубіжні гастролі знайомлять глядачів багатьох міст і країн з творчістю чуваського балету.

## Проекти
- З 1991 на сцені театру щорічно проводиться Міжнародний оперний фестиваль імені Максима Михайлова.
- c 1997 — щорічний Міжнародний балетний фестиваль.